# Centralsibiriska platån

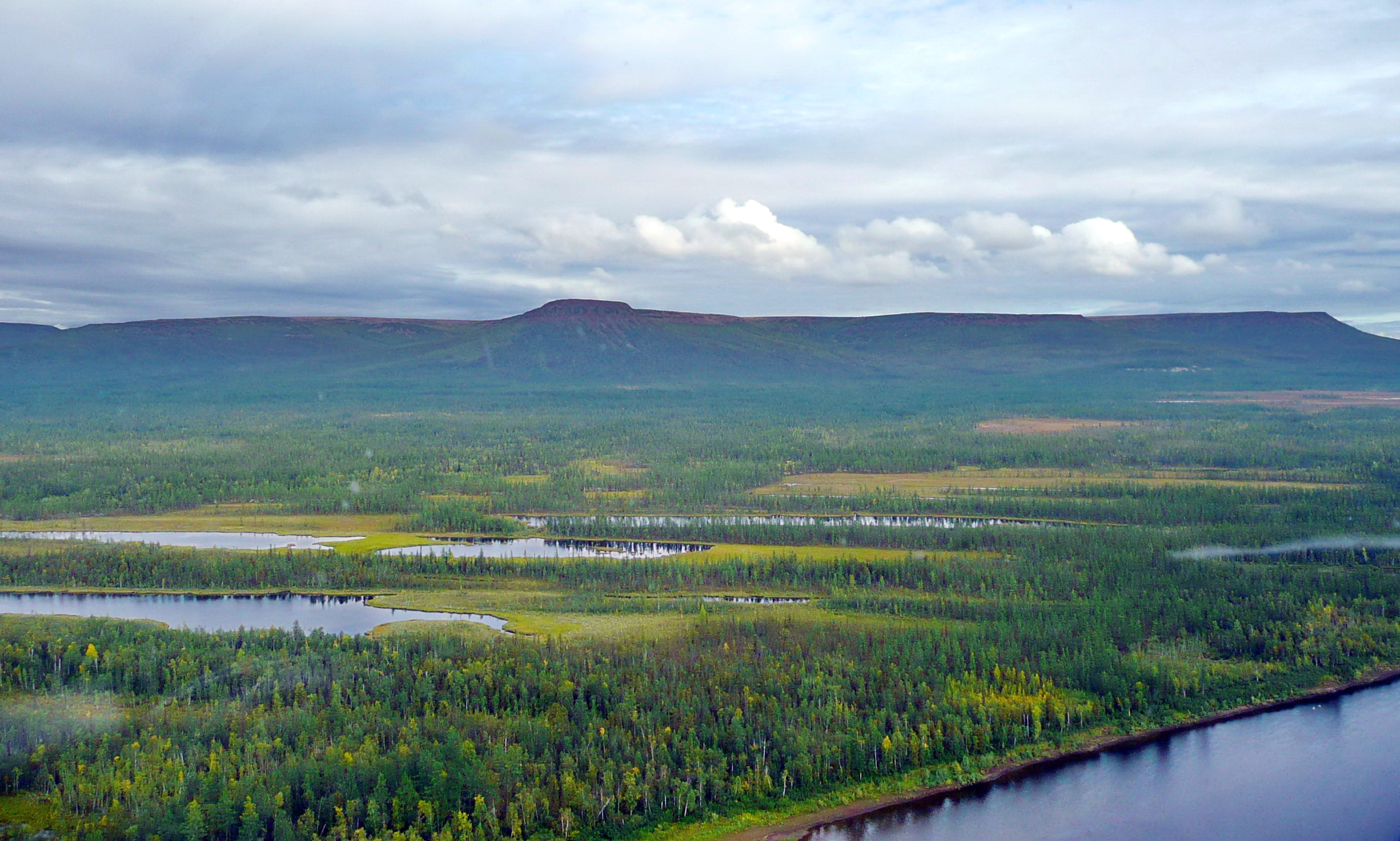
Centralsibiriska platån, med floden Nedre Tunguska.

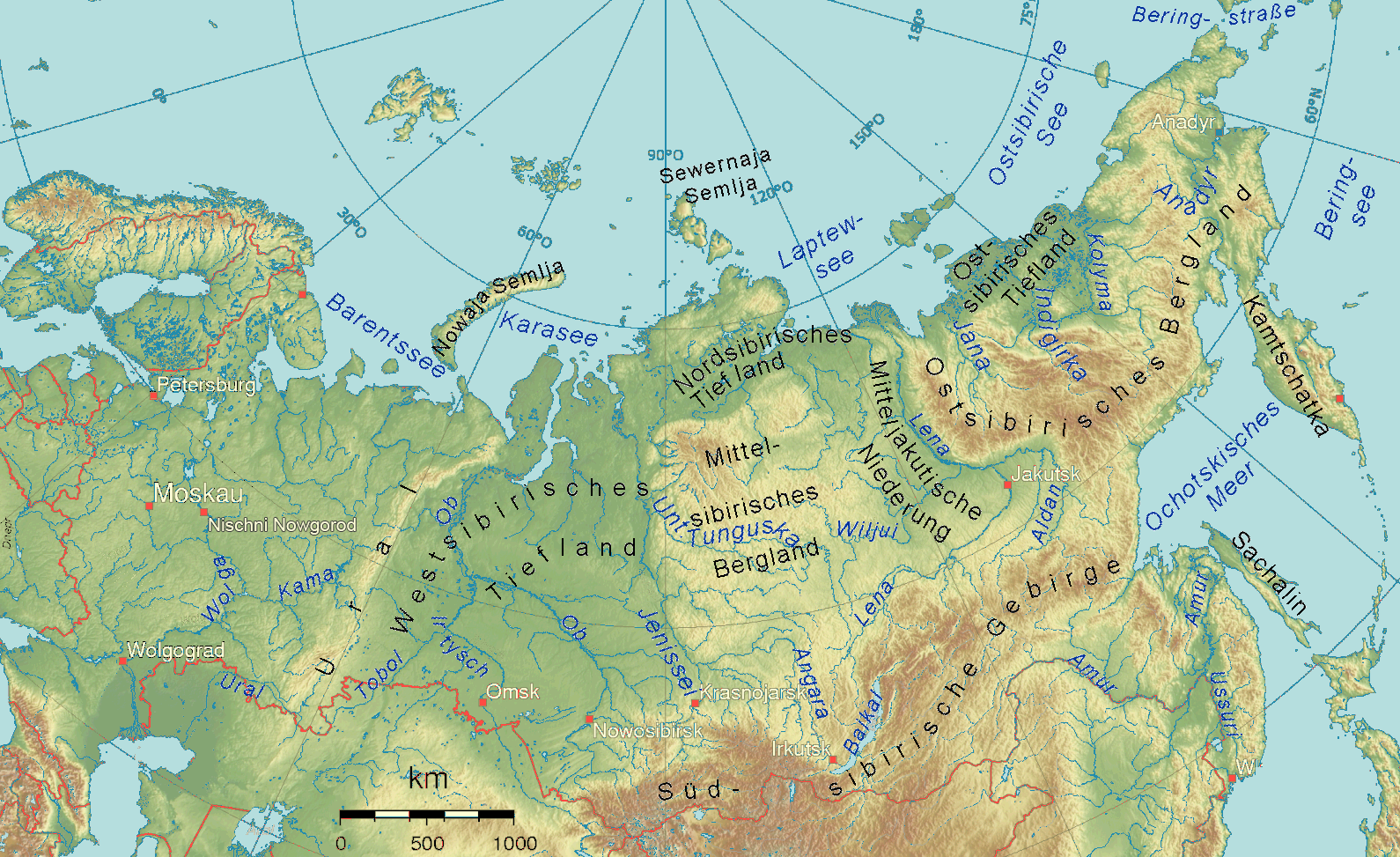
Tyskspråkig karta över Ryssland, med Centralsibiriska platån utmärkt som Mittelsibirisches Bergland.

Centralsibiriska platån eller centralsibiriska höglandet (ryska: Среднесибирское плоскогорье) är en platå i centrala Sibirien. Denna naturgeografiska region täacker ett cirka 1,5 miljoner km² stort område från floden Jenisej i väster till floden Lena i öster.
I norr ansluter Nordsibiriska låglandet som kännetecknas av tundra och träskmarker. I söder är platån avgränsad av  Sajanbergen, Bajkalbergen och Stanovojbergen som räknas till regionen Sydsibiriska bergen. Väster om Jenisej ansluter Västsibiriska slätten. Öster om  platån tar Centraljakutiska låglandet vid, och  öster om Lena stiger landskapet upp och bildar Verchojanskbergen, som ingår i regionen Östsibiriska berglandet.
Platån har i genomsnitt en höjd mellan 500 och 700 meter över havet, men där vissa regioner stiger upp till 1 000 meter över havet. Den högsta punkten med 1 701 meter över havet finns i Putoranabergen (Gory Putorana) som bildar platåns norra gräns.
Vegetationen är varierande, men utgörs till största delen av tajgan med storskaliga barrskogar. I norr går tajgan långsamt över till tundra, medan vegetationen utgörs av grässtäpp i de sydligaste delarna. I de norra delarna växer på grund av permafrosten inga höga växter och därför utgörs vegetationen där huvudsakligen av mossa, buskar och ormbunksväxter. Det råder ett extremt inlandsklimat på den centralsibiriska platån.